# Elisabethhöhe (Obereichsfeld)

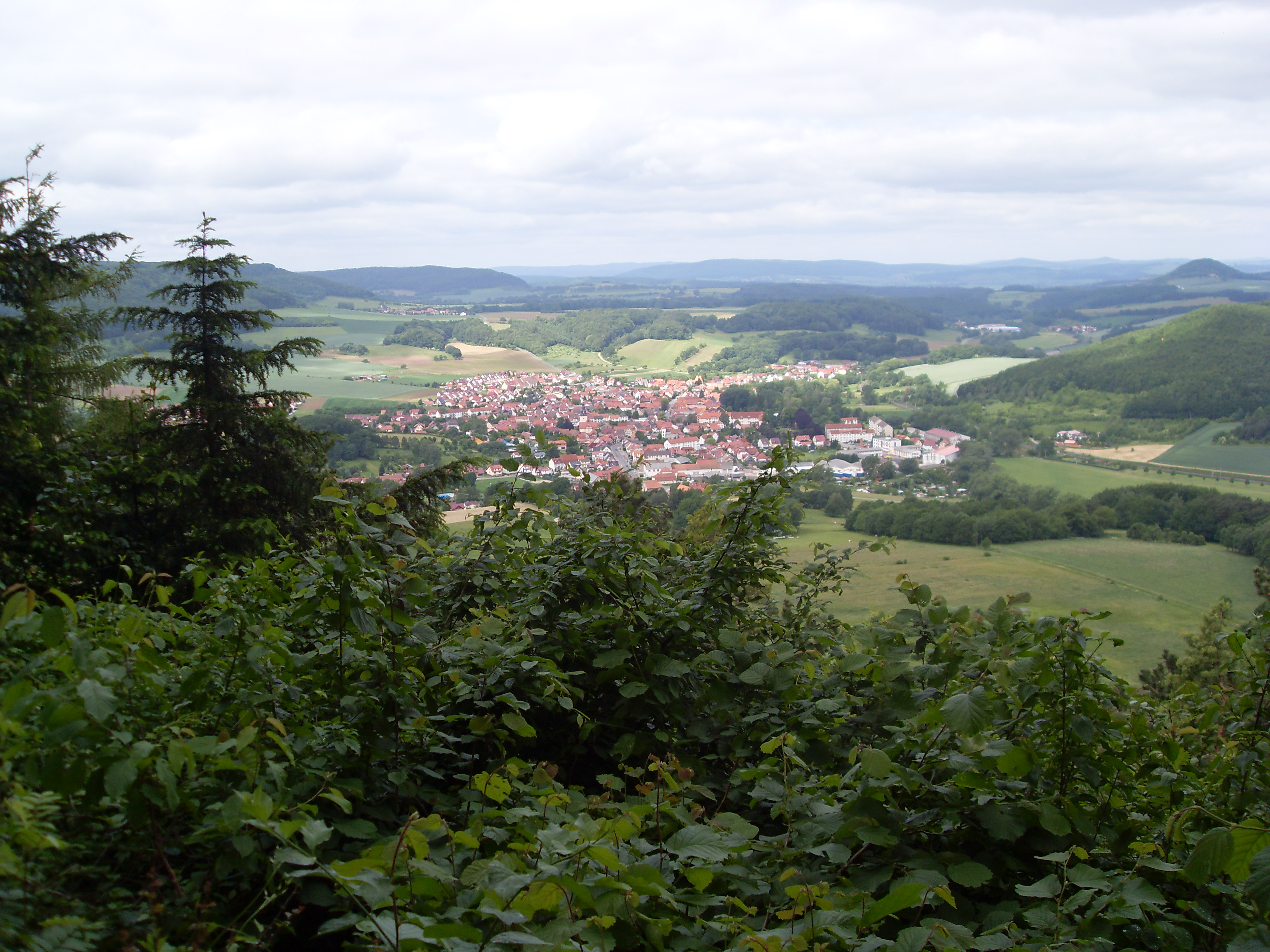
Blick von der Elisabethhöhe ins Leinetal bei Uder

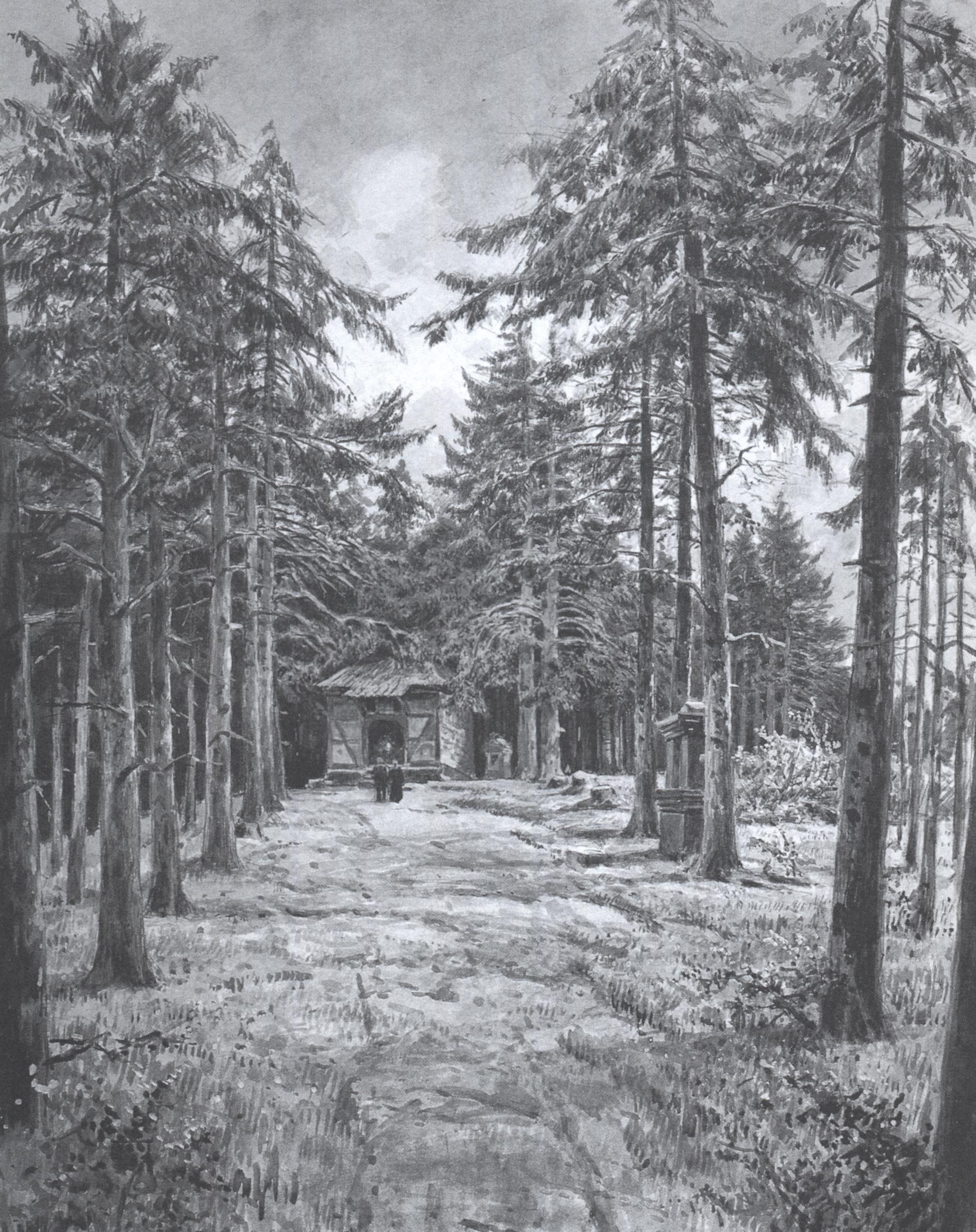
Der Stationsweg kurz vor der Elisabethkapelle auf eine Zeichnung von Otto Thomasczek

Die Elisabethhöhe ist ein 430,5 m ü. NHN hoher Berg des Westlichen Obereichsfeldes. Sie liegt bei Heilbad Heiligenstadt im thüringischen Landkreis Eichsfeld.

## Geographie

### Lage
Die Elisabethhöhe ist ein nordwestlicher Ausläufer des Schüttenkopfes (auch Struthberg) (447,8 m) und erhebt sich im Norden des Landkreises Eichsfeld im Naturpark Eichsfeld-Hainich-Werratal. Der Gipfel liegt unmittelbar südwestlich von Heilbad Heiligenstadt und östlich von Uder im Heiligenstädter Stadtwald. Nach drei Seiten fällt das Bergplateau mit einer steilen Muschelkalkschichtstufe ab, nach Norden und Nordosten zum Tal der Leine und Westen und Südwesten zum Tal der Lutter.

### Naturräumliche Zuordnung
Die Elisabethhöhe gehört in der naturräumlichen Haupteinheitengruppe Thüringer Becken (mit Randplatten) (Nr. 48), in der Haupteinheit Ringgau–Hainich–Obereichsfeld–Dün–Hainleite (483) und in der Untereinheit Westliches Obereichsfeld (483.2) zum Naturraum Kalteneberer Stufenrandbereich (483.20). Nach Norden fällt die Landschaft in der Haupteinheitengruppe Weser-Leine-Bergland (Nr. 37) und in der Haupteinheit Unteres Eichsfeld (375) in die Untereinheit Eichsfelder Hügelland 375.1 ab.

### Aussicht
Auf dem Plateau gibt es einen Aussichtspunkt nach Westen mit Blick ins Leinetal bei Uder. In der Ferne sind die Erhebungen der Hennefeste (446,4 m), des Sandwaldes (477,2 m auf der Schärfe), des Dransfelder Stadtwaldes (492,5 m am Hohen Hagen) und des Rusteberges (397,6 m) zu sehen. Nach Norden in Richtung Rengelrode gibt es einen weiteren Aussichtspunkt mit Blick ins Eichsfelder Hügelland.

## Sehenswertes
Die komplett bewaldete Elisabethhöhe ist ein interessantes Wandergebiet, beginnend in Uder, am Stadtrand von Heiligenstadt oder vom Waldparkplatz an der Landesstraße 2022 (Holzweg) nach Kalteneber.
Sehenswerte Ziele sind:
- der Kreuzweg zur Elisabethkapelle
- Aussichtspunkt mit Rastplatz und Infotafel zur Aussicht
- das Gebiet der Alten Burg unterhalb der Elisabethhöhe mit der Zwergenhöhle
- frühmittelalterliche Wall- und Grabenanlage

## Namensherkunft
Auf einer historischen Karte von 1595 wird der heutige Schüttenkopf mit dem Bergsporn als Osterberg bezeichnet, bis ins 18. Jahrhundert ist dieser Name noch geläufig. Erste schriftliche Erwähnungen mit Bezug auf die Heilige Elisabeth finden sich ab 1671 vorm Ilsabeth Hohl und 1749 am Elisabethol. Die ursprüngliche Namensendung -hohl könnte für Höhle, Vertiefung oder auch Hohlweg stehen und bezieht sich auf das Tal zwischen dem Osterberg und dem Iberg, heute als Paradies bekannt. Vermutet wird in diesem Tal ein erstes Siechenhaus für Leprakranke der neu entstandenen Stadt. Die heutige Endung -höhe für den Bergsporn ist erst ab 1805 belegt.

## Geschichte
Auf der Elisabethhöhe befindet sich eine vorfränkische Wall- und Fluchtburg. Die Anlage hatte eine Seitenlänge von 160–210 Meter und war an der Zugangsseite von Süden durch 2 Wälle gesichert. Die Wälle und Gräben sind noch heute teilweise erkennbar. Ob die unterhalb der Elisabethhöhe bezeichnete Gegend „Alte Burg“ mit dieser Anlage in Zusammenhang steht, ist nicht belegt. Für das Jahr 1749 gibt es einen Nachweis der Heiligenstädter Landwehr an der Elisabethhöhe: an der Landwehr am Elisabethol.
1846–1848 wurde der Kreuzweg von Heiligenstadt hinauf zur Kapelle erneuert. 1943 wurde am Fuße der Bergkuppe ein Reichsausbildungslager der Hitlerjugend eröffnet. Heute befindet sich dort eine Kleingartenanlage.